# Festival Berlioz
Le Festival Berlioz est un festival de musique classique et plus particulièrement de musique symphonique qui se déroule chaque année à La Côte-Saint-André, la ville natale du compositeur et musicien français Hector Berlioz (1803 - 1869), située dans le département de l'Isère en région Auvergne-Rhône-Alpes.
Ce festival, généralement organisé à la fin du mois d'août, depuis l'année 1994, est dirigé depuis 2010 par le musicologue Bruno Messina. Il a acquis, au fil des années, une renommée nationale et internationale, le principal site de celui-ci étant la cour du Château Louis XI de la ville de la Côte Saint-André qui, durant la durée des manifestations musicales bénéficie d'un aménagement scénique pouvant accueillir jusqu'à 1 400 personnes.
Durant les quinze jours durant lesquels cet événement musical et festif se déroule, les habitants de la ville de la Côte-Saint-André et le public festivalier peuvent bénéficier, au-delà de cette scène aménagée, de nombreux concerts de rue dans différents sites locaux tels que la Halle médiévale, le Musée Hector-Berlioz, le cinéma de la ville ou à la Ferme Berlioz.

## Histoire
Un premier festival a été créé à Lyon en 1979. Celui-ci deviendra ensuite la biennale de Lyon, alternant ainsi des spectacles de danse et de musique, jusqu’à l’arrêt définitif de ce premier festival Berlioz à la fin des années 1980.
Cependant, le musicien Hector Berlioz natif de La Côte-Saint-André, était très attaché à sa petite cité située au cœur de la plaine de Bièvre, sa famille y étant installée depuis le XVIe siècle et il l'évoque d'ailleurs dès le début de ses « mémoires » :

« Je suis né le 11 décembre 1803, à La Côte-Saint-André, très petite ville de France, située dans le département de l'Isère, entre Vienne, Grenoble et Lyon. »

— Mémoires, 1870
il paraissait donc nécessaire, au point de vue historique, de créer un festival dans sa cité natale, ce qui fut effectif en 1994 grâce à l'action du conseil général de l'Isère.

### Le festival avant le Festival
Une relation particulière lie Hector Berlioz à la notion de « festival » et ce qu’elle sous-entend de festif, populaire et rassembleur. Dès les années 1830, le grand compositeur français organise une série de manifestations musicales, autour d’un même lieu et d’une même histoire et nomme l’événement « festival ». Dans ses Mémoires, il rend compte de ces journées « festivalesques » qui se terminent bien souvent en banquets.
La musique d'Hector Berlioz était déjà célébrée dans sa ville natale bien avant la création du Festival Berlioz. En 1930, un orchestre joue la Damnation de Faust sous la halle médiévale en présence d'Édouard Herriot, alors maire de Lyon, mais aussi du dramaturge et poète Paul Claudel.

### Festival Berlioz de Lyon
Un premier « Festival Berlioz » est créé à Lyon en 1979 sous l’égide directeur musical de l’Orchestre national de Lyon, le chef d'orchestre français Serge Baudo.
Réputé pour son talent dans l’interprétation de la musique française, Serge Baudo donne un véritable élan à la connaissance de l’œuvre de Berlioz. Il dirige en 1987 une intégrale des Troyens.
Le festival Berlioz arrêtera son activité en 1989.

### Festival Berlioz de la Côte-Saint-André

#### Entre 1994 et 2008
Un nouveau projet de festival centré sur la ville natale du compositeur sera alors projetée. L'année 1994 voit la première édition du Festival Berlioz s'organiser à La Côte-Saint-André, celle-ci est gérée par l’Association du Festival Berlioz et présidée par le sénateur Jean Boyer et ancien député de la 6e circonscription de l'Isère.
Les concerts du soir ont lieu sous la Halle médiévale au cœur de la ville. Alain Picard en assure la direction artistique de 1994 à 1996.
Au cours de cette première édition du nouveau festival fut donnée la Messe solennelle, œuvre de jeunesse qui venait tout juste d'être redécouverte et enregistrée à la basilique de Vézelay par France-Musique et France-Télévision (Radio-France, premier enregistrement mondial de l’œuvre, le 7 octobre 1993-Accord Musidic), par le Chœur et l'Orchestre de la Philharmonie Nationale de Cracovie, sous la direction de Jean-Paul Penin.
Le mandat de Bernard Merlino qui lui succède durera de 1997 à 2008. Il est marqué par la célébration du bicentenaire de la naissance d’Hector Berlioz en 2003. Le château Louis XI devient à son initiative le haut lieu des concerts symphoniques du soir. En 2003, la cour se dote d’un gradin de 1 200 places et d’une scène pouvant désormais accueillir des formations orchestrales d’envergure.
En 2004, l’organisation du Festival Berlioz est confiée à l’Agence Iséroise de Diffusion Artistique, établissement public de coopération culturel (EPCC), mis en place et subventionné par le Département de l’Isère, la commune de La Côte-Saint-André et la communauté de communes de Bièvre Isère.
De Mstislav Rostropovitch à Michel Plasson en passant par Emmanuel Krivine, le Festival Berlioz accueille durant douze ans les maestros de la musique classique.

#### Depuis 2009
En 2009, Bruno Messina succède à Bernard Merlino à la direction artistique du Festival. Il nourrit le festival de sa passion pour les musiques traditionnelles du monde entier et crée des ponts entre musiques savantes et musiques populaires.
Selon le site officiel du festival, ce nouveau directeur présente la volonté de rendre la musique classique populaire et accessible à tous et « multiplie les formes de concerts et de rendez-vous ». Il instaure le cycle de concerts « Sous le balcon d’Hector » dans les jardins du Musée Hector-Berlioz, la maison natale du compositeur à La Côte-Saint-André. Ces rendez-vous gratuits sont l’occasion de découvrir des artistes de qualité dans un cadre intimiste et familial.
Le mandat de Bruno Messina est marqué par de nouvelles collaborations artistiques, notamment avec l’Orchestre Les Siècles et son chef François-Xavier Roth, avec qui il crée en 2010 le Jeune Orchestre Européen Hector Berlioz. Cet orchestre-académie composé pour moitié de musiciens des Siècles et d’élèves issus des meilleurs conservatoires de musique européens, œuvre à la promotion des jeunes talents.
Depuis l'arrivée de ce dernier directeur, le festival est également partenaire du Palazzetto Bru Zane (Centre de musique romantique française à Venise) qui a pour vocation de favoriser la redécouverte du patrimoine musical français du XIXe siècle.

## Les éditions du festival depuis 2009
Chaque édition du Festival Berlioz est placée sous le signe d’un thème explorant l’une des facettes du compositeur. La fréquentation est passée de 18 000 festivaliers en 2009 à 26 000 en 2015. L'édition 2017 a attiré plus de 30 000 festivaliers.

### «Hector Berlioz 2009» (2009)
L’édition 2009 permet d'entendre le violoniste Daniel Hope avec le Kammerorchester Basel pour un hommage à Mendelssohn, la soprano Véronique Gens aux côtés de l’Orchestre de Bretagne, Roméo & Juliette de Berlioz par l’Orchestre symphonique national de la RAI, une soirée autour de Beethoven proposée par le maestro Emanuel Krivine et La Chambre Philharmonique ainsi qu’une production avec Les Siècles et les Chœurs et solistes de Lyon de Bernard Tétu sous la baguette de François-Xavier Roth avec en tant que récitant, le comédien Charles Berling , le Choeur Britten et le Quatuor Debussy.

### «Berlioz et les romantiques» (2010)
Lors cette édition, l'organisation du festival invite Nathalie Stutzmann pour une ouverture du festival avec les Musiciens du Louvre sous la direction de Marc Minkowski, et Serge Baudo à la direction de l’Orchestre national de Lyon pour l’Enfance du Christ de Berlioz.
Le Jeune Orchestre Européen Hector Berlioz clôt le festival avec le Te Deum de Berlioz.

### «Berlioz, Liszt et le Diable» (2011)
La saison 2011 rend hommage à l’amitié entre les deux compositeurs, nouée autour de la figure du Faust de Goethe. Une année marquée par les Nuits d’été de la cantatrice Anna Caterina Antonacci sous la baguette d’Emmanuel Krivine, la version de la Symphonie fantastique pour piano sous les doigts du pianiste Roger Muraro, ou encore la Dante Symphonie de Liszt avec l’orchestre Les Siècles de François-Xavier Roth et le Chœur Britten de Nicole Corti.

### «Berlioz en Italie – Un Carnaval romain» (2012)
Cette édition donne à entendre en 2012 de grands orchestres symphoniques et solistes français et italiens. Une parade de rue carnavalesque est également organisée aux couleurs de l’Italie, des sérénades de musiciens venus de Gênes, Sardaigne et Sicile se succèdent et un typique banquet musical sarde est donné pour une grande fête gastronomique et musicale.

### «Berlioz l’homme-orchestre» (2013)
La saison 2013 célèbre le 20e anniversaire du festival. De l’opéra Béatrice et Bénédict aux grandes œuvres symphoniques que sont la Symphonie fantastique et Harold en Italie, jusqu’au célèbre cycle des Nuits d’été donné dans sa version originale à trois voix, c’est la diversité de l’œuvre de Berlioz qui est donnée à entendre.

### «Berlioz en Amérique, au temps des révolutions industrielles» (2014)
La principale manifestation de cette année se dénomme le « Concert monstre » réunissant comme au temps de Berlioz plus de 1 000 musiciens. Les soirées symphoniques sont menées par les plus grands orchestres (de l’Orchestre national de Lyon, au London Symphony Orchestra, en passant par l’Orchestre des jeunes de Sao Paulo et des musiciens venus du Nord comme du Sud de l’Amérique). Cette édition réunit de nombreuses célébrités de la musique classique : les divas Anna Caterina Antonacci et Kate Lindsey, les frères Renaud et Gautier Capuçon, les maestros Sir John Eliot Gardiner, Leonard Slatkin et François-Xavier Roth, les pianistes Roger Muraro et François-Frédéric Guy ainsi que le comédien Denis Podalydès.

### «Sur les routes Napoléon» (2015)
L’édition 2015 est composée en écho à la fascination que l’Empereur suscitait chez Berlioz et s’inscrit dans le cadre des célébrations du bicentenaire du retour de Napoléon de l’Ile d’Elbe. Tout au long du festival, les orchestres symphoniques illustrent batailles et grands idéaux. En journée, les récitals et concerts de musique de chambre dessinent la carte des ambitions de Napoléon : l’Italie de Paganini, la Pologne de Chopin, mais aussi la Russie, la Hongrie, l’Espagne, l’Egypte et la Corse.
Le Te Deum de Berlioz est donné par le Jeune Orchestre Européen Hector Berlioz, dans le respect de l’effectif souhaité par le compositeur. Les orchestres symphoniques se succèdent : Le Concert Spirituel dirigé par Hervé Niquet (au château de Pupetières), l’Orchestre Révolutionnaire et Romantique sous la baguette de Sir John Eliot Gardiner, l’Orchestre national de Lyon, l’Orchestre de Chambre de Paris, dirigé par François-Frédéric Guy depuis son piano…

### «Les fleurs du mal ou Berlioz au bal des sorcières» (2016)
Cette édition s’ouvre par une grande fête populaire au château de Sassenage avec des concerts dans les parcs et jusque dans les grottes toutes proches (lieu de résidence présumé de Mélusine, femme au corps de serpent et aux ailes de chauve-souris).
Les concerts symphoniques sont marqués par la présence de chefs de renom : Sir John Eliot Gardiner, Ingo Metzmacher, François-Xavier Roth… Temps fort de cette édition : le concert inédit reconstituant la participation de Berlioz au Prix de Rome de 1828. Sont représentés l’opéra Benvenuto Cellini en version concert avec 190 musiciens et choristes de l’Opéra de Cologne, mais aussi plusieurs créations mondiales.

### «Berlioz à Londres au temps des expositions universelles» (2017)

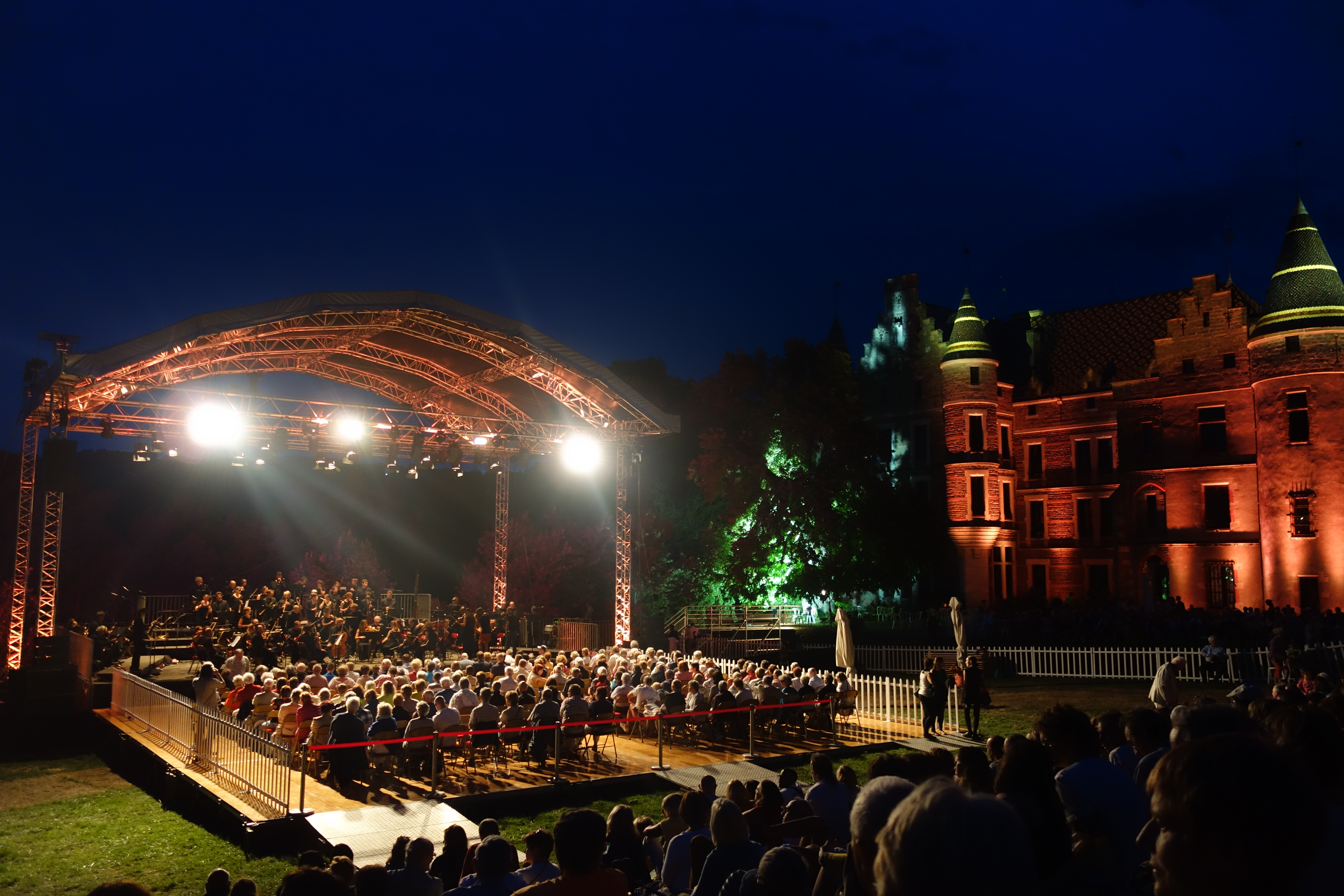
Concert à Pupetières

Cette saison décline musicalement une des aventures les plus exaltantes de la vie du compositeur : l’accueil londonien lors de ses différents séjours (1847-48, 1851, 1853, 1855) dans cette ville où il marchait sur les pas de son ami Mendelssohn. Berlioz qui fut « foudroyé » par Shakespeare plus de 20 ans auparavant cherche alors en Angleterre le succès qui lui fait tant défaut en France.
L’occasion d’entendre le grand Concert Shakespearien (imaginé par Berlioz) par l’orchestre-académie du festival sous la direction de François-Xavier Roth, la Symphonie n °3 « Héroique » de Beethoven joué debout et par cœur par l’Aurora Orchestra de Nicholas Collon. Particulièrement attendu, le maestro Sir John Eliot Gardiner donne la Damnation de Faust avec les solistes Laurent Naouri, Michael Spyres, Ann Hallenberg, Ashley Riches… Pour la dernière soirée symphonique Sir Roger Norrington dirige l’Orchestre Philharmonique de Radio France pour la Symphonie fantastique.
Une « grande fête baroque au château de Pupetières » est organisée dans ce château située à Châbons dans le cadre de cette édition du festival. Cette manifestation a attiré environ 5 000 personnes qui ont assisté à de nombreuses démonstrations dont la découverte des métiers anciens et de musique avant d'assister à un concert nocturne.

### «Sacré Berlioz!» (2018)
Cette édition commence le 18 août avec la grande fête des moissons à Saint-Pierre-de-Bressieux. Le 21 août, le Requiem de Berlioz est interprété par le Jeune Orchestre Européen Hector Berlioz, dirigé par François-Xavier Roth dans la cour du château de La Côte Saint-André.
D'autres pièces musicales sont interprétées dans la cour du château, telles que des œuvres de Jean Sibelius et de Richard Wagner sous le nom générique des « légendes sacrées du Nord », le 22 août. le lendemain 23 août des pièces musicales de Charles Gounod, Jules Massenet, François-Adrien Boieldieu, Alfred Bruneau, Benjamin Godard, et bien sur Hector Berlioz sous le titre générique « Visions et noces sanglantes ». « La création » de Joseph Haydn est interprété dans cette même cour, le 24 août, suivi par l'enfance du Christ d'Hector Berlioz, interprété par l'orchestre de Chambre de Nouvelle-Aquitaine et le Chœur de l'orchestre de Paris, dirigé par Jean-François Heisser.
L'après-midi du dimanche 25 août connait une parade musicale et équestre sur la place Hector Berlioz et le soir même, dans la cour du château on peut découvrir une version revisitée des « Vêpres de la Vierge » de Claudio Monteverdi, par Simon-Pierre Bestion et son ensemble vocal et instrumental La Tempête, accompagnés sur scène de la danseuse japonaise Rihoko Sato. Il faut ensuite attendre le 28 août pour entendre, notamment « la messe solennelle » d'Hector Berlioz. Le mercredi 29 août les « cantates de Bach » à l'Église abbatiale de Saint-Antoine-l'Abbaye. Le 30 août, c'est la pièce musicale « Le Temple Universel » de Berlioz qui est interprétée.
L'édition se termine le dimanche 2 septembre, avec comme thème principal un livre de Jean Giono dénommé « L'homme qui plantait des arbres » avec le Chœur d’enfants À Travers Chants qui interpréteront un oratorio laïque, d’après le texte original de Jean Giono et une musique de Christine Mennesson dirigé par Nicole Corti et Serge Papagalli en tant que récitant..

### «Le roi Hector» (2019)
Cette édition marque le 150e anniversaire de la mort du compositeur. Les festivités se tiennent entièrement cette année dans sa ville natale de La Côte-Saint-André, entre le 17 août et le 1er septembre 2019.
Celle-ci débute le samedi 17 août avec une grande fête d'ouverture (avec un « village troyen ») organisée au parc Allivet à la Côte-Saint-André avec des danses, des démonstrations équestres et d'anciens métiers, ainsi que la présence d'un impressionnant cheval de Troie. Un bal et un feu d'artifice clôture cette journée .
Le mardi 20 août est marqué par les présences de Jean-Baptiste Fonlupt au piano à l'église La Côte-Saint-André qui interprétera Chopin et de l'orchestre national d’Île-de-France au Château Louis XI qui interprétera des œuvres des compositeurs allemands Richard Strauss et de Ludwig Van Beethoven. Commande du Festival Berlioz pour ses 25 ans, le jeudi 22 août est créé On The Dust I Love de Karol Beffa, cantate pour voix et orchestre sur un poème de Lord Byron, par Albane Carrère et l'Orchestre national de Metz dirigé par David Reiland. Le vendredi 23 août est marqué par l'interprétation de l'opéra de Christoph Willibald Gluck, Orphée et Eurydice par l'orchestre national d’Auvergne et le chœur Exosphère dans la version revue par Hector Berlioz en 1859.
Le dimanche 25 août, la pièce musicale, la Prise de Troie, extraite de l'opéra de Berlioz, Les Troyens est interprétée par le jeune Orchestre Européen Hector Berlioz et le chœur de l'orchestre de Paris sous la direction de François-Xavier Roth. Durant la semaine suivante, de nombreux récitals sont joués par des artistes tels que Jean-Marc Luisada ou Karol Beffa (piano), le Quatuor Aeolian, la  mezzo-soprano Albane Carrère et l'Orchestre de Chambre de Paris dirigé par Douglas Boyd.
Le samedi 31 août, veille de la clôture de la saison, La Damnation de Faust est interprétée par l'orchestre National du Capitole de Toulouse, accompagné du chœur Orfeón Donostiarra, sous la direction de Tugan Sokhiev.

### «Berlioz et les Méditerranées musicales» (2020)
La manifestation devait se dérouler du 18 au 30 août 2020 mais la direction prend cependant la décision de l'annuler en raison de la pandémie de Covid-19,

### «Le retour à la vie» (2021)

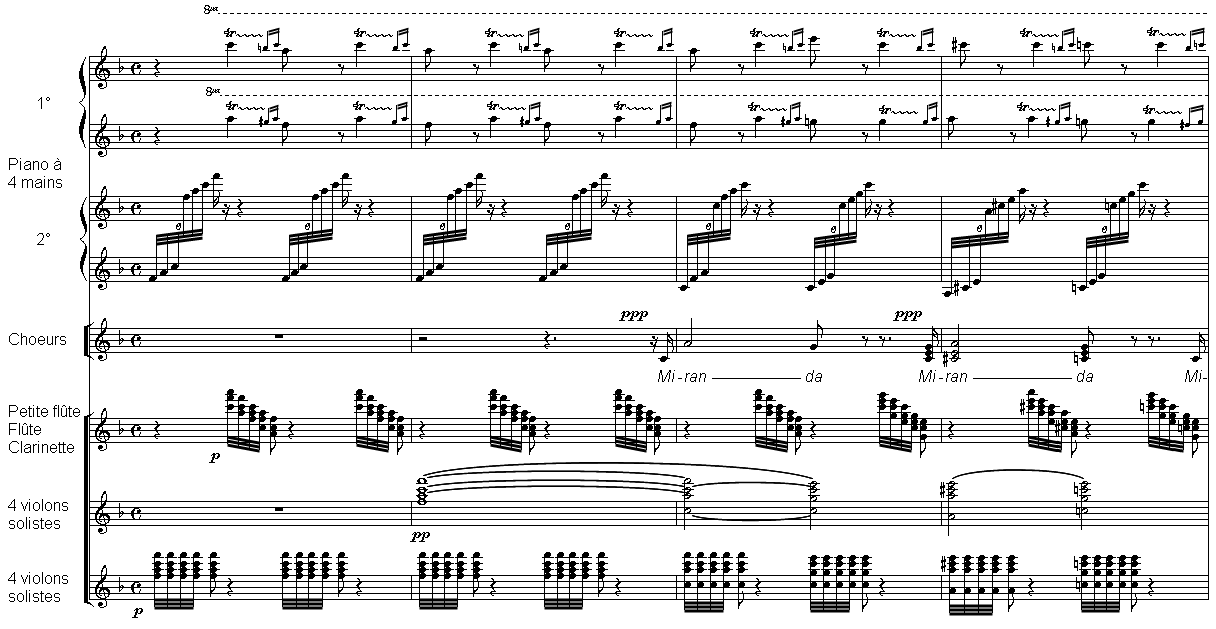
Partition de l'œuvre Lélio ou le retour à la vie

Le titre de cette édition succédant à la précédente qui a été annulée, fait directement référence au titre d'un mélologue (mélange de musique et de discours) dénommé Le Retour à la vie, mélologue en six parties, puis dans un second temps, renommé, Lélio ou le retour à la vie, faisant suite à la Symphonie fantastique d’Hector Berlioz.

Cette édition, qui s'est déroulé du 17 au 30 août 2021, débute au premier jour, par une « Grande fête de l’eau » organisée sur le lac de Roybon, suivi d’un concert de l’Orchestre Symphonique Universitaire de Grenoble qui interprétera, notamment des œuvres de grands compositeurs tels que Tchaikovsky, Beethoven ou Haendel. Interrogé sur cette idée, Bruno Messina déclare sur France Bleu : 
« Nous allons installer l'orchestre au milieu du lac, le public sera sur la plage et on dansera le rigodon ! Il y aura de la musique, un spectacle pyrotechnique. On veut que les gens soient heureux ! »
Le 18 août, « gala Saint-Saëns » avec l'orchestre Les Siècles dirigé par François-Xavier Roth présentant de nombreuses pièces créées par le compositeur français Camille Saint-Saëns puis le 19 août, « Berlioz en Italie », Concert symphonique avec l'Orchestre National des Pays de la Loire dirigé par Pascal Rophé.
Le 20 août, « gala Flaubert » avec des œuvres de Berlioz, Massenet et Richard Strauss, interprétées par l'orchestre de Metz sous la direction de Constantin Trinks avec la présence de la mezzo soprano, Véronique Gens. Le lendemain, 21 août, « Les Troyens à Carthage » d'Hector Berlioz, par le jeune orchestre européen Hector Berlioz-Isère avec le Chœur de l'Orchestre de Paris et le Chœur du Forum National de la Musique de Wroclaw sous la direction de François-Xavier Roth.
Le 24 août, présentation du diptyque, la Symphonie fantastique et sa suite Lélio, sous le titre qui a donné son nom à l'édition 2021 « Le retour à la vie » avec le Cercle de l’Harmonie et le Chœur du Conservatoire Darius Milhaud d’Aix-en-Provence dirigé Jérémie Rhorer.
De nombreux grands noms de la musique classique seront également présents pour cette édition dont le violoniste Renaud Capuçon, les chefs d'orchestre Jordi Savall, John Eliot Gardiner ainsi que le pianiste Bruno Rigutto.
Les diverses manifestations de cette édition sont organisées au lac de Roybon, au château Louis XI, au musée Hector Berlioz (titrées « Sous le balcon d'Hector »), l'église paroissiale, dans les médiathèques de La Côte-Saint-André, Saint-Étienne-de-Saint-Geoirs, Saint-Jean-de-Bournay et Saint-Siméon-de-Bressieux ainsi qu'à la chapelle et dans le salon aux gypseries de Saint-Antoine-l'Abbaye.
Durant le festival, le musée Berlioz organise une exposition temporaire s’intitulant « Les Orientales de Berlioz ». Cette exposition présente quelques portraits liés à l'Égypte et à l’ancienne Carthage. La saison 2021 se termine par un bal de clôture à la « Taverne d'Hector » du château, le 30 août 2021 accompagné par le duo Vargoz et le trio de cordes constitués par Christian Abriel, Éric Berra et Reynald Breithaupt.

### «Des milliers de sublimités» (2022)
Initialement, les organisateurs du festival avaient prévu de célébrer les 175 ans du voyage du grand compositeur en Russie, thème décidé bien avant le déclenchement de l'invasion de l'Ukraine par la Russie, survenue en février 2022. Selon Bruno Messina, le directeur du festival : « Il n’était pas décent, il n’était pas possible de célébrer la Russie. » Des œuvres d'artistes russes telles que celles de Modeste Moussorgski seront tout de même présentées lors de cette édition. Le festival se déroule du  jeudi 18 août au mercredi 31 août 2022.
Le parc Allivet, site municipal de La Côte-Saint-André accueille la cérémonie d'ouverture avec différentes activités musicales dont l'orchestre « Divertimento » dirigé par Zahia Ziouani, lequel est suivi en fin de soirée par le grand bal méditerranéen du Brass Band Haïdouti Orkestar, accompagné d'un grand feu d'artifice organisé par la ville.
Le lendemain, vendredi 19 août 2022, l'église de la Côte-Saint-André reçoit quatre solistes pour un récital d'œuvres de trois compositrices romantiques, Louise Farrenc, Fanny Mendelssohn et Clara Schumann. Ce même jour, en début de soirée, la Halle médiévale de La-Côte-Saint-André accuueillera des fanfares et des harmonies, ensembles de cuivres de l'union des Fanfares et Ensembles musicaux France (UFEM) et la Confédération Musicale de France – Isère (CMF-Isère).
François-Xavier Roth et son orchestre Les Siècles accompagné par la chanteuse lyrique Joyce DiDonato s'exprimeront dans une suite musicale de « De Rameau à Ravel », le 22 août. Jordi Savall et son Concert des Nations « D'Espagne en Italie », se produiront le 28. L'opéra de Berlioz « Béatrice et Bénédict » sera donné en version concert par l'Orchestre philharmonique de Strasbourg, dirigé par John Nelson, le 30 du même mois. Auparavant, le traditionnel concert de l’Ensemble à Vent de l’Isère, sous la direction d’Eric Villevière, sera donné le dimanche 28 août, à 11 heures, sous la halle de la Côte-Saint-André. Une version semi-scénique de La Flûte enchantée placée sous la direction musicale de Christophe Rousset à la tête de son ensemble Les Talens Lyriques et de l’Ensemble vocal de Lausanne est également présentée au cours du festival.
Le programme se termine le 31 août avec la symphonie fantastique interprétée par l'orchestre national de France au château Louis XI de La Côte-Saint-André.

### «Mythique!» (2023)
L'édition de 2023 s'est déroulée du 20 août au 3 septembre 2023.
Cette édition s'est largement axée sur l'opéra Les Troyens, produit sur deux soirées avec l’Orchestre révolutionnaire et romantique et le Monteverdi Choir sous la direction de John Eliot Gardiner, avec Michael Spyres dans le rôle d'Enée.
Le chef d'orchestre Charles Dutoit, est venu diriger La Damnation de Faust, avec Stéphanie d'Oustrac (mezzo-soprano) dans le rôle de Marguerite au château de La Côte-Saint-André.
Le pianiste britannique Benjamin Grosvenor a donné un récital à l'église de La Côte-Saint-André le 24 août. Le programme était constitué du Nocturne n°20, pièce posthume composé par Frédéric Chopin à l'âge de 20 ans, mais publié seulement en 1851, 21 ans après le décès du compositeur, suivi de la Sonate pour piano en si mineur de Liszt, unique sonate du compositeur, suivie de trois pièces du compositeur français Maurice Ravel : Le Tombeau de Couperin, Jeux d’eau et La Valse.
Dans le cadre de ce festival, la commune de Beauvoir-en-Royans qui organise une grande fête populaire le samedi 26 août 2023, a accueilli en début de nuit l'orchestre et chœur du Teatro Regio Torino (sous la direction de Daniel Kawka) qui interprétera l'opéra Carmina Burana de Carl Orff.

### «Une jeunesse européenne» (2024)
L'édition 2024 s'est déroulé du 17 août au 1er septembre. En cette année d'élections européennes, le Festival Berlioz 2024 célèbre la jeunesse européenne avec comme chaque année des concerts symphoniques au château, des récitals et de la musique de chambre, une exposition, des conférences et concerts sous la Halle médiévale.
Le concert d'ouverture, programmé le 17 août, est consacré à la musique de film avec des œuvres de compositeurs comme Hans Zimmer, John Williams ou Ennio Morricone, interprétées par l'Orchestre symphonique universitaire de Grenoble.
Le concert de François-Xavier Roth, prévu le 19 août, a été annulé par la direction du festival pour des raisons personnelles, notamment liées à la parution d'un article du Canard enchainé, le 22 mai de cette même année, mettant en cause ce chef d'orchestre. Un récital Ravel pour deux pianos ainsi qu'une animation musicale pour les habitants et les festivaliers a cependant été prévue. La cantatrice belge Jodie Devos devait participer au festival, cette année mais elle est décédée au mois de juin 2024. La représentation de la pièce musicale Le Songe d'une nuit d'été de Mendelssohn est cependant maintenue car la direction festival est parvenue à trouver une remplaçante.
L’Orchestre symphonique des Jeunes d’Ukraine dirigé par Oksana Lyniv est présent le 20 août. Le lendemain, la Symphonie n° 2 en ré majeur et la Symphonie n° 3 dite « Eroica », toutes deux de Ludwig Van Beethoven, sont interprétées par l'orchestre de la chambre de Lausanne et Renaud Capuçon. Le 25 aout, la symphonie n°6 dite « la Pastorale » est interprétée par Jérémie Rhorer et Le Cercle de l’Harmonie. Le 4e Concerto pour piano est, quant  à lui, interprété par Hélène Grimaud, le 26 août.

### «À la vie, à la mort» (2025)
L'édition de 2025 se déroulera du 21 août au 31 août 2025.
Cette édition accueillera.
- Renaud Capuçon et son orchestre de chambre de Lausanne,
- Jérémie Rhorer et son Cercle de l’Harmonie,
- Daniel Kawka avec l’orchestre symphonique de la Rai,
- Nikolaj Szeps-Znaider avec son orchestre national de Lyon
- La cheffe estonienne Kristiina Poska qui dirigera l'orchestre français des jeunes.
- Le choeur Spirito, le ténor Kévin Amiel ainsi que d'autres chanteurs qui interpréteront l’intégrale des mélodies d'Hector Berlioz.

Le 23 août 2025, la base de loisirs de Faramans accueillera, à partir de 17h, une Grande fête populaire avec des animations, des concerts et un spectacle de drones en lien avec le festival.
Le 25 août, l'orchestre du  Cercle de l’Harmonie dirigé par Jérémie Rhorer, accompagné du Chœur de chambre  Les Éléments interprète le Requiem de Mozart dans l’église abbatiale de Saint-Antoine l’Abbaye.

## Accès

### Accès routier
Le festival se déroule en grande partie dans le centre-ville de La Côte-Saint-André (et totalement, en 2019), commune située entre les villes de Lyon, Vienne, Grenoble, Valence et Chambéry en région Auvergne-Rhône-Alpes. Celle-ci se situe au centre d'une triangle formé par les autoroutes A7, A48 et A49, la ville étant cependant plus rapidement accessible par l'A48, autoroute qui relie Lyon à Grenoble, et une bretelle d'accès en voie rapide, la RD119 qui s'arrête à la commune voisine de Brézins.
- 9 Rives à 27 km : Vienne, Rives, La Côte-Saint-André, Lac de Paladru, Aéroport de Grenoble-Isère.

L'accès routier au siège principal du festival (Château Louis XI) est également possible par l'ancienne route nationale 85 qui relie Lyon à Grenoble, puis en empruntant la RD71 en venant de Lyon ou la RD73 en arrivant par La Frette.

### Transport Public

#### Autocars

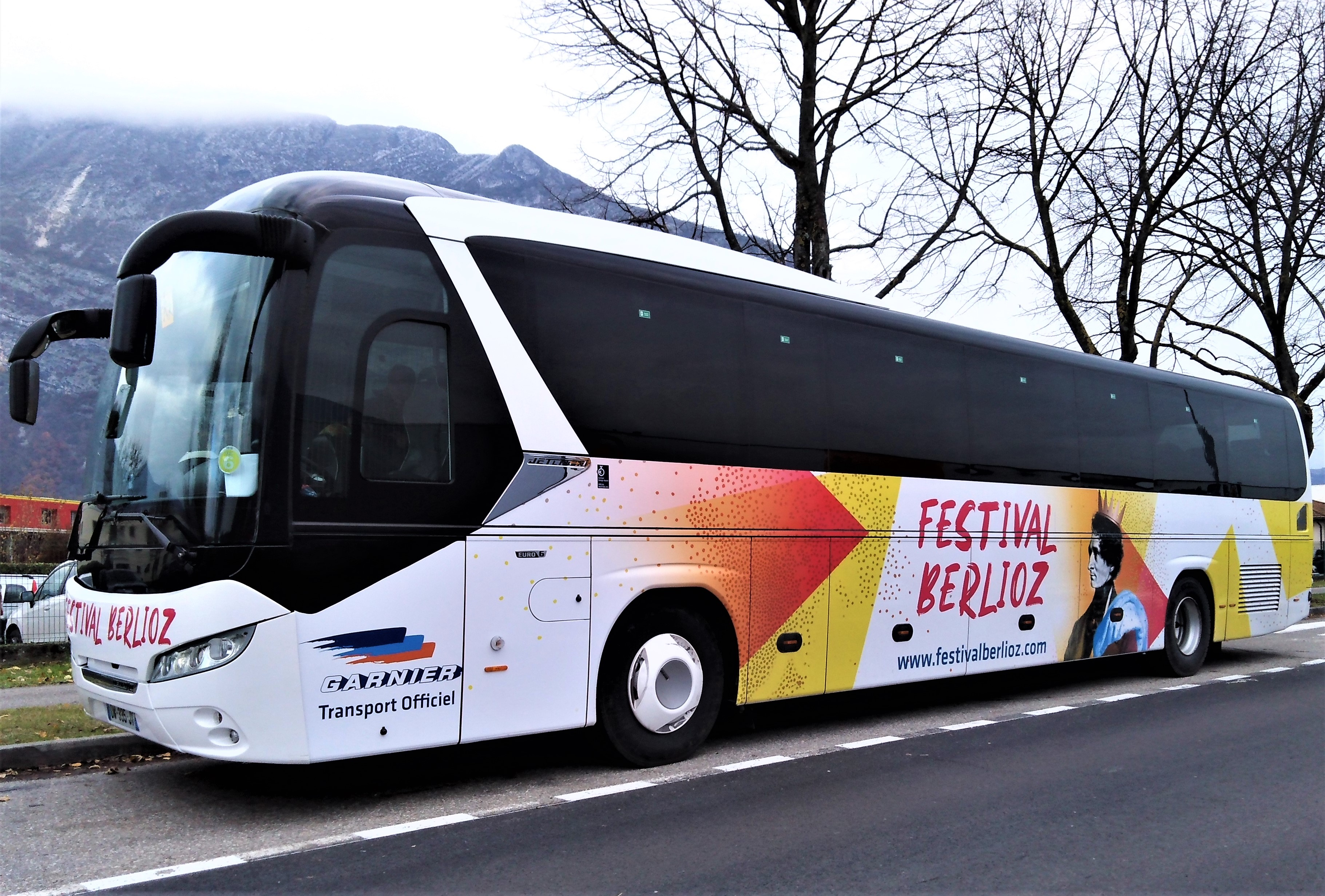
Autocar officiel du festival en 2019

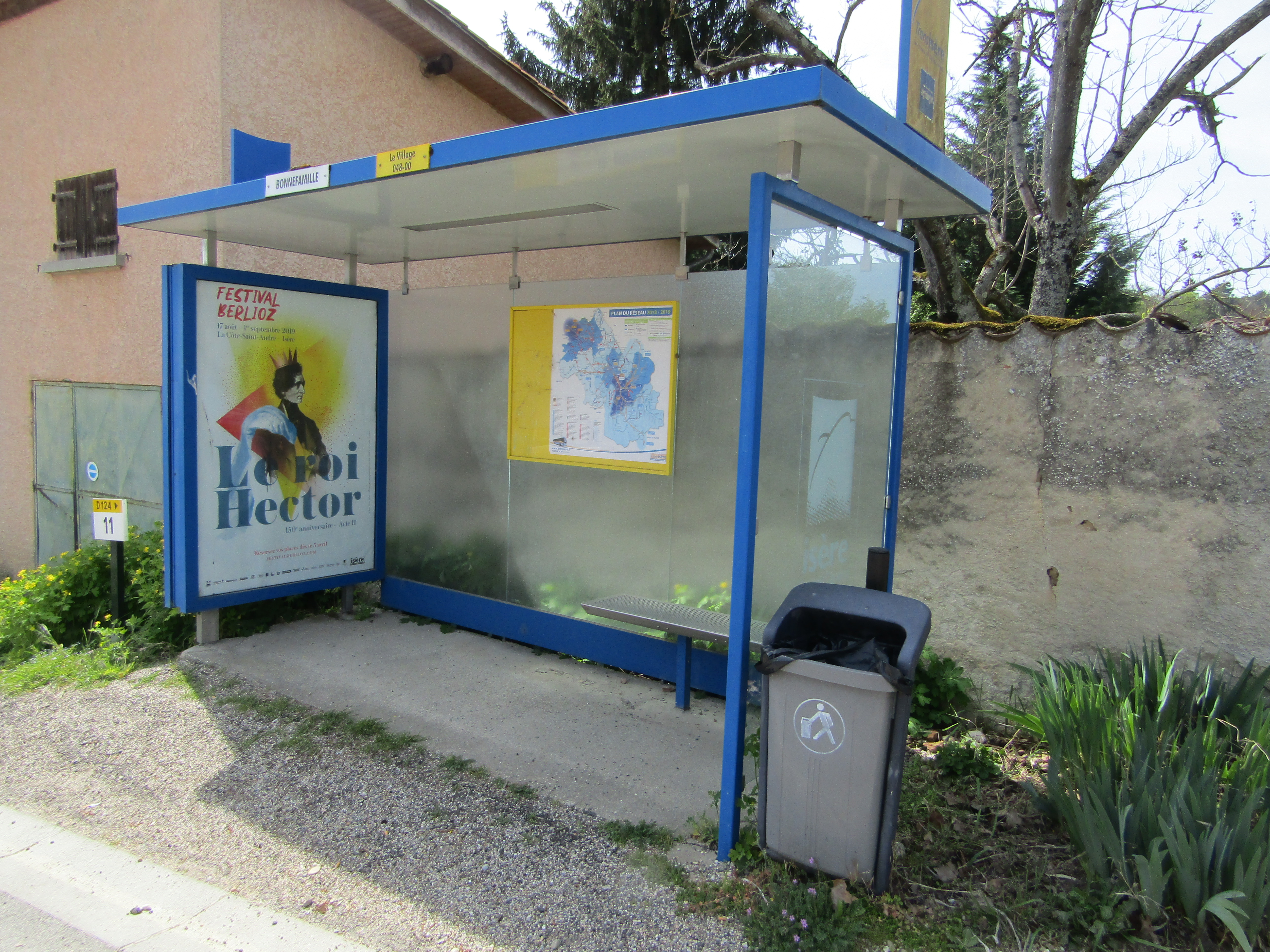
Arrêt à Bonnefamille avec l'affiche du festival 2019

Le réseau de transport régional Cars Région Isère, connu sous l'appellation locale de réseau Transisère, relie la ville de La Côte-Saint-André aux autres villes de l'Isère.
- Ligne T35 : Vienne ↔ La Côte-Saint-André
- Ligne T54 : Beaurepaire ↔ La Côte-Saint-André
- Ligne T55 : La Côte-Saint-André ↔ Rives ↔ Voiron
- Ligne T56 : La Côte-Saint-André ↔ Apprieu ↔ Voiron

#### Aéroport
L'aéroport le plus proche est l'aéroport de Grenoble-Isère, situé à moins de 5 km de La Côte-Saint-André. La ligne d'autocar 7350 permet de relier cet aéroport avec le site du festival.

#### Voies ferrées
La gare ferroviaire la plus proche est la gare du Grand-Lemps, située à environ 10 km de La Côte Saint-André. Celle-ci se présente sous la forme d'une halte ferroviaire desservie par les trains TER Auvergne-Rhône-Alpes de la relation de Lyon-Perrache. cette gare comprend un parc pour les vélos avec une consigne individuelle en libre accès.

## Lieux des concerts

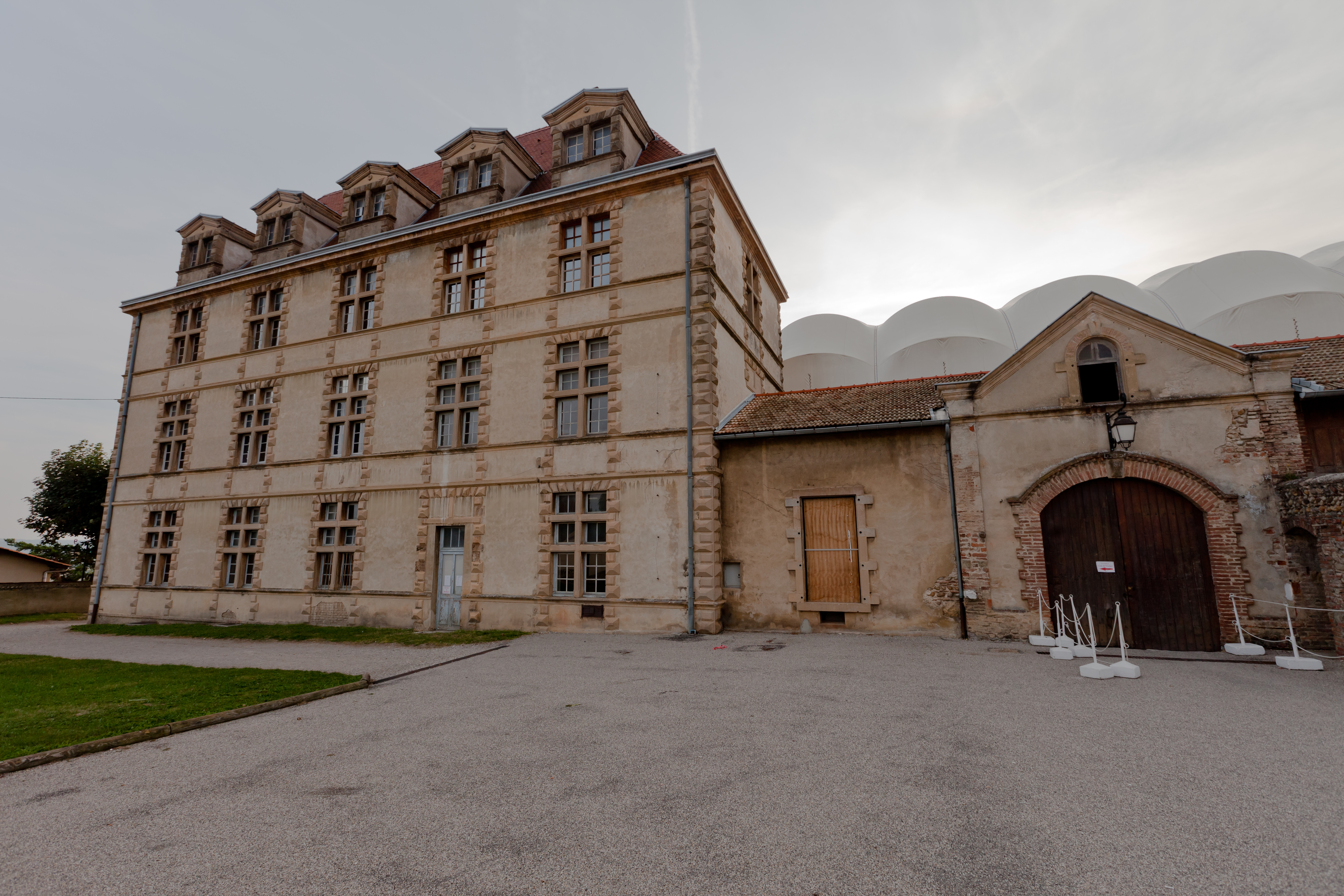
Château Louis XI

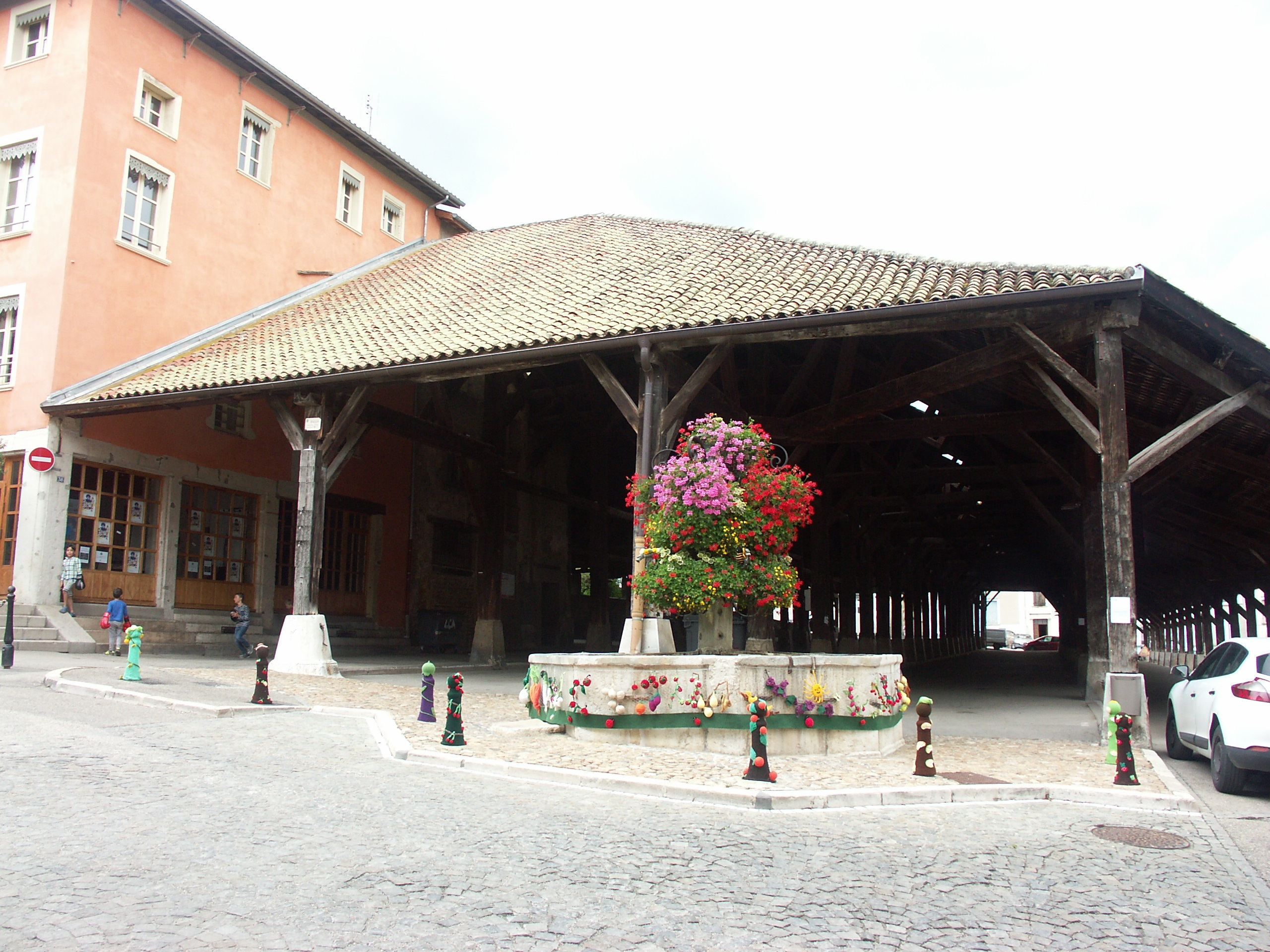
La Halle de la Côte-Saint-André

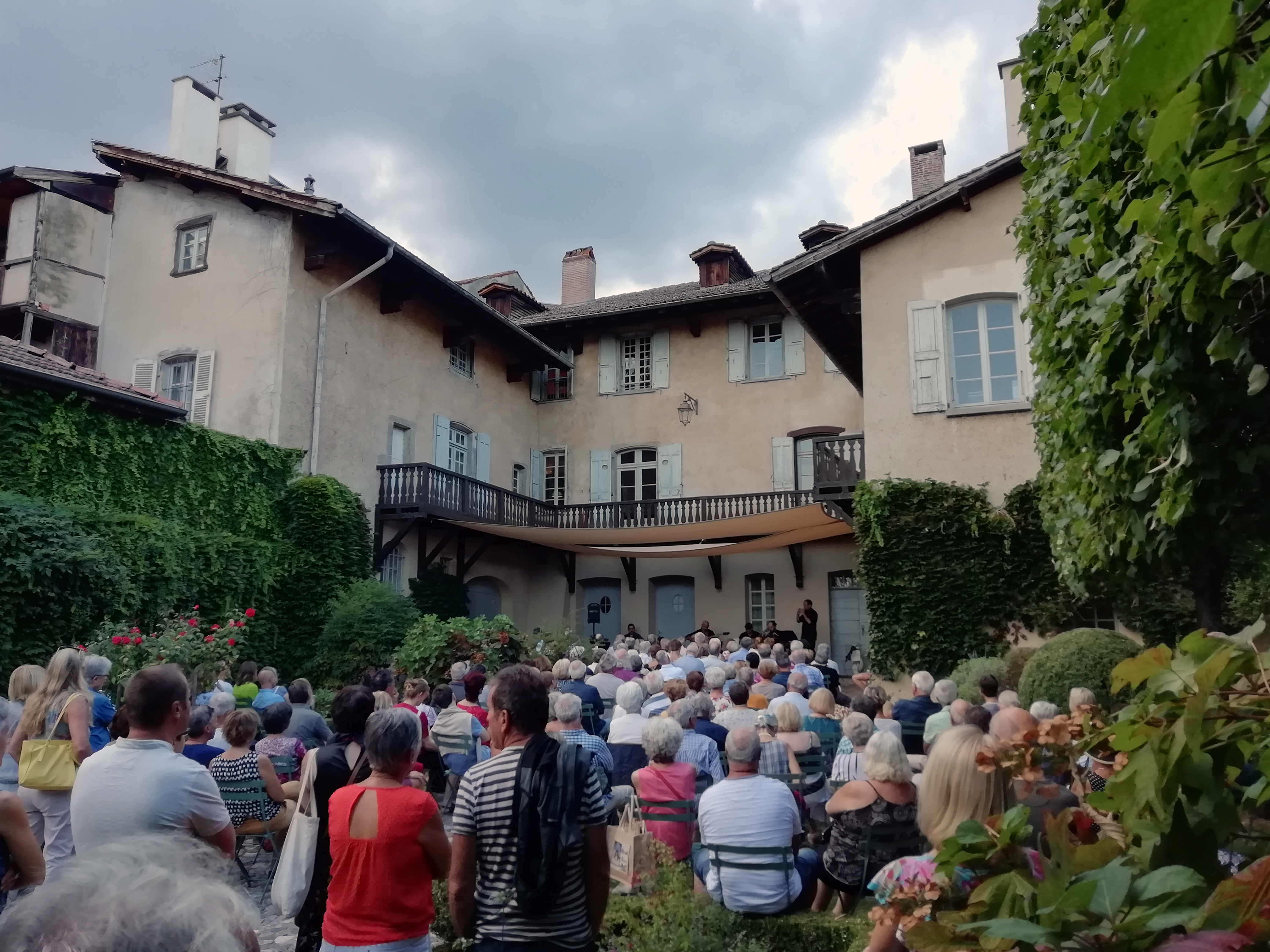
Visite du musée Berlioz durant le Festival Berlioz 2019.

Depuis 1994, année de l'implantation du festival à La Côte Saint-André, les lieux des concerts se sont déroulés dans divers lieux et quelquefois de nouveaux lieux, selon l'année. Le principal site est situé dans la cour du principal château de la ville mais il existe de nombreux sites :

### La cour du château Louis XI
La cour du château de La Côte-Saint-André accueille les concerts symphoniques. Une installation démontable permet d'accueillir 1 400 personnes à l'abri des intempéries.

### La halle médiévale
Cette halle médiévale, classée au titre des monuments historiques, date du XIIIe siècle est l’une des plus vastes de France. Celle-ci accueille les concerts gratuits et diverses déambulations de rue.

### Le musée Hector-Berlioz
La maison natale du compositeur est devenue un musée en 1935 et accueille des concerts en extérieur, des soirées promenades et des banquets musicaux. Classée monument historique en 1942, des conférences et lectures y sont également organisées.
Chaque année, le jardin du musée est mis en musique avec une série de concerts « Sous le balcon d'Hector », des cycles de conférences sont également organisés.

### Autres sites côtois
Le parc Allivet qui accueille le gala d'ouverture de la saison 2019 héberge de nombreux arbres centenaires. Il est situé à proximité du centre-ville.
L’église romane de La Côte-Saint-André où fut baptisé le jeune Hector, la Chapelle de la Fondation d’Auteuil, située également à La Côte, et certaines églises du territoire de Bièvre Isère ouvrent leurs portes aux récitals de musique de chambre où aux diverses formes musicales théâtrales.

### Autres sites isèrois
Certaines années, le festival investit également des lieux emblématiques du territoire isérois :
- Le Théâtre antique de Vienne en 2015;
- Le Château de Sassenage lors de l’ouverture de l’édition 2016;
- Le Château de Pupetières en 2017 lors de la grande journée festive avec feu d’artifice;
- L'église de Saint-Pierre-de-Bressieux en 2018;
- Le lac de Roybon en 2021 (cadre de l'ouverture du festival).
- Différentes médiathèques des communes proches de La Côte-Saint-André.

## Distinctions
- 2022 : Trophée Radio Classique du meilleur festival de musique classique de l'année 2021 (prix du festival) décerné lors de la 3e édition (2 mars 2022)[51]